# Friedrich Wilhelm von Danckelmann
Friedrich Wilhelm Freiherr von Danckelmann (* 1682 in Minden; † 12. Juni 1746) war ein preußischer Staats- und Kriegsminister.

## Leben

### Herkunft und Familie
Friedrich Wilhelm war Angehöriger der Freiherren von Dankelmann. Seine Eltern waren der Geheime Rat, Gesandte und Kanzler des Fürstentums Minden Wilhelm Heinrich von Danckelmann (1654–1729) und Anna Julia von Derenthal. Er vermählte sich mit Hedwig Charlotte Freiin von Mardefeld († 1766). Aus der Ehe sind drei Töchter und zwei Söhne hervorgegangen, von denen einer jung verstarb.

### Werdegang
Danckelmann war 1703 an der Universität Frankfurt eingeschrieben und wird noch 1706 ebd. als Respondent genannt.
Er begann seine Juristenlaufbahn 1722 als Assessor beim Reichskammergericht in Wetzlar. 1736 war er Richter in Lingen. Er war ebenfalls Geheimer Rat von Schweden und Hessen-Kassel sowie Regierungs- und Consitorialpräsident.
Danckelmann trat 1744 in preußische Dienste und war 1745 bei der Kaiserwahl von Franz I. Wahl-Gesandter. Am 15. Januar 1746 avancierter er zum Wirklichen Geheimen Staats- und Kriegsminister, wobei ihm insbesondere die Justiz-, Grenz- und Reichssachen beim auswärtigen Departement übertragen wurden.